# Cục Xăng dầu, Quân đội nhân dân Việt Nam
Cục Xăng dầu trực thuộc Tổng cục Hậu cần thành lập ngày 18 tháng 4 năm 1955 là cơ quan đầu ngành quản lý và bảo đảm xăng dầu cấp chiến lược của Quân đội nhân dân Việt Nam.

## Lãnh đạo hiện nay
- Cục trưởng: Thiếu tướng Nguyễn Văn Lực
- Phó Cục trưởng - Bí thư Đảng ủy: Đại tá Nguyễn Văn Tuấn
- Phó Cục trưởng: Đại tá Mai Xuân Thành
- Phó Cục trưởng: Đại tá Phạm Minh Nhật
- Phó Cục trưởng: Đại tá Đinh Ngọc Chính

## Tổ chức
- Phòng Tham mưu - Kế hoạch
- Phòng Chính trị
- Phòng Bảo đảm
- Phòng Kỹ thuật
- Ban Quân lực
- Ban Tài chính
- Ban Hành chính
- Trung đoàn 664
- Kho 671[4]
  - Khối cơ quan
  - Phân kho 78
  - Phân kho 79
  - Phân kho 86
- Kho 190
- Kho 661
- Kho 182
- Kho 186
- Viện Kỹ thuật Xăng dầu

## Cục trưởng qua các thời kỳ
- -2014, Nguyễn Trọng Nhưỡng, Thiếu tướng (2011)
- 2014-2021, Đậu Đình Đoàn, Thiếu tướng (2015)
- 9/2021 đến nay, Nguyễn Văn Lực, Thiếu tướng (6/2022)